# Niger na Letnich Igrzyskach Olimpijskich 2016
Niger na Letnich Igrzyskach Olimpijskich 2016, które odbyły się w Rio de Janeiro, reprezentowało 6 zawodników 4 mężczyzn i 2 kobiety.
Był to dwunasty start reprezentacji Nigru na letnich igrzyskach olimpijskich.

## Zdobyte medale
| Medal  | Zawodnik             | Dyscyplina | Konkurencja | Rezultat                                                              | Data        |
| ------ | -------------------- | ---------- | ----------- | --------------------------------------------------------------------- | ----------- |
| Srebro | Abdoulrazak Issoufou | Taekwondo  | + 80 kg     | W finale przegrał z reprezentantem Azerbejdżanu Radikiem Isajewem 2-6 | 20 sierpnia |

## Reprezentanci

### Judo
Mężczyźni
| Zawodnik     | Konkurencja | 1/32             | 1/16                  | 1/8              | Ćwierćfinał      | Półfinał         | Repasaż          | Finał/BM         | Finał/BM |
| Zawodnik     | Konkurencja | Przeciwnik Wynik | Przeciwnik Wynik      | Przeciwnik Wynik | Przeciwnik Wynik | Przeciwnik Wynik | Przeciwnik Wynik | Przeciwnik Wynik | Pozycja  |
| ------------ | ----------- | ---------------- | --------------------- | ---------------- | ---------------- | ---------------- | ---------------- | ---------------- | -------- |
| Ahmed Goumar | - 73 kg     | BYE              | Delpopolo P 000 - 100 | NQ               | NQ               | NQ               | NQ               | NQ               | NQ       |

### Lekkoatletyka
Mężczyźni
| Zawodnik       | Konkurencja | Eliminacje | Eliminacje | Półfinał | Półfinał | Finał | Finał   |
| Zawodnik       | Konkurencja | Wynik      | Miejsce    | Wynik    | Miejsce  | Wynik | Miejsce |
| -------------- | ----------- | ---------- | ---------- | -------- | -------- | ----- | ------- |
| Ousseini Djibo | 400 m       | 50,06      | 8.         | NQ       | NQ       | NQ    | NQ      |

Kobiety
| Zawodniczka              | Konkurencja | Eliminacje | Eliminacje | Półfinał | Półfinał | Finał | Finał   |
| Zawodniczka              | Konkurencja | Wynik      | Miejsce    | Wynik    | Miejsce  | Wynik | Miejsce |
| ------------------------ | ----------- | ---------- | ---------- | -------- | -------- | ----- | ------- |
| Mariama Mahamatou Itatou | 400 m       | 54,32      | 6.         | NQ       | NQ       | NQ    | NQ      |

### Pływanie
Mężczyźni
| Zawodnik         | Konkurencja          | Eliminacje | Eliminacje | Półfinał | Półfinał | Finał | Finał   |
| Zawodnik         | Konkurencja          | Wynik      | Miejsce    | Wynik    | Miejsce  | Wynik | Miejsce |
| ---------------- | -------------------- | ---------- | ---------- | -------- | -------- | ----- | ------- |
| Albachir Mouctar | 50 m stylem dowolnym | 26,56 NR   | 70.        | NQ       | NQ       | NQ    | NQ      |

Kobiety
| Zawodniczka      | Konkurencja          | Eliminacje | Eliminacje | Półfinał | Półfinał | Finał | Finał   |
| Zawodniczka      | Konkurencja          | Wynik      | Miejsce    | Wynik    | Miejsce  | Wynik | Miejsce |
| ---------------- | -------------------- | ---------- | ---------- | -------- | -------- | ----- | ------- |
| Roukaya Mahamane | 50 m stylem dowolnym | 35,60 NR   | 83.        | NQ       | NQ       | NQ    | NQ      |

### Taekwondo
Mężczyźni
| Zawodnik              | Konkurencja | 1/8              | Ćwierćfinał      | Półfinał         | Repasaż          | Finał/BM         | Finał/BM |
| Zawodnik              | Konkurencja | Przeciwnik Wynik | Przeciwnik Wynik | Przeciwnik Wynik | Przeciwnik Wynik | Przeciwnik Wynik | Pozycja  |
| --------------------- | ----------- | ---------------- | ---------------- | ---------------- | ---------------- | ---------------- | -------- |
| Abdoul Razak Issoufou | + 80 kg     | N'Diaye W 6-0    | Andrade W 6-1    | Shokin W 8-2     | —                | Isajew P 2-6     | srebro   |